# Nicolae Ceaușescu
Nicolae Ceaușescu (IPA: [nikoˈla.e tʃe̯a.uˈʃesku] kiejtéseⓘ; Scornicești, 1918. január 26. – Târgoviște, 1989. december 25.) román kommunista politikus, a Román Kommunista Párt vezetőjeként Románia vezetője 1965-től 1989-es kivégzéséig.

## Ifjúkora

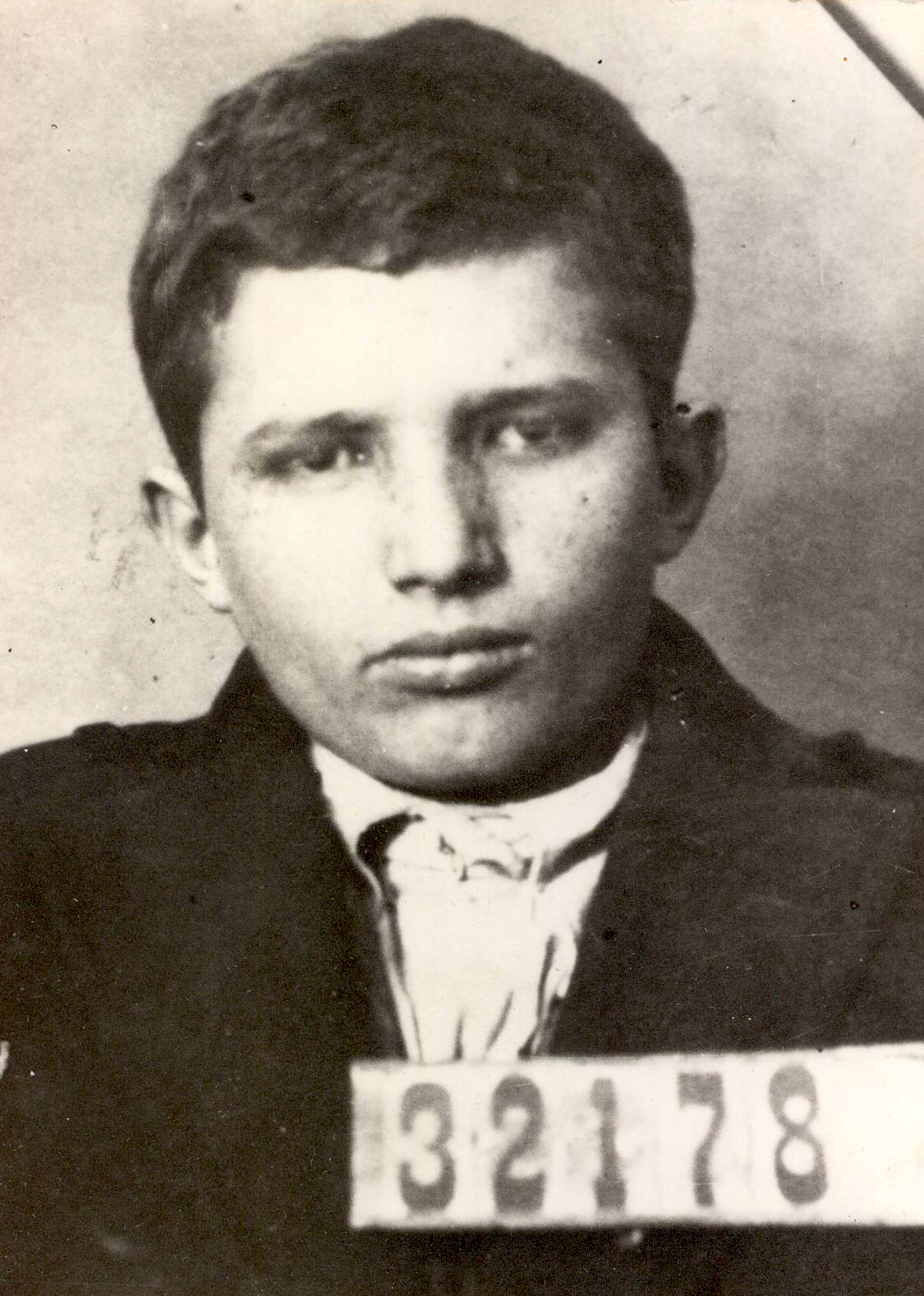
Ceaușescu 1933-ban

Ceaușescu az Olt megyei Scornicești faluban született, Romániában. Szülei egyszerű parasztemberek voltak. Apja, Andruță Ceaușescu (1886–1969), Polovragiból (Vrancea megye) származó pásztor volt, aki szerette az alkoholt, és elég gyakran megverte a feleségét és a gyerekeit. Miután Scorniceștibe költözött, egy szerény házban élt családjával. Támogatta a Nemzeti Parasztpárt színeiben politizáló Ion Mihalachet, aki egy ideig Scornicești polgármestere volt.
Nicolae Ceaușescu kivégzése után egy évvel elterjedt a román médiában, hogy tatár származású lenne, pontosabban édesanyja, Alexandrina lett volna tatár nemzetiségű, s állítólag nem is tudott jól románul. Az állításra azonban kézzelfogható bizonyíték nincs, s nyilvánvalóan a forradalom utáni időszak feszült hangulatának eredménye ama feltevés, hogy Ceaușescu nem volt román. Ebben a feszült légkörben akkortájt igen erősek voltak a soviniszta és nacionalista érzelmek, emiatt a diktátor apját, Andruță Ceaușescut is egyesek cigány nemzetiségűnek titulálták. Tény ugyanakkor, hogy a Ceaușescu vezetéknév a török çavuş (magyarosan: csausz) tisztségnévből származik.
Nicolae 11 éves korában, elemi iskolái befejezése után Bukarestbe ment, és cipészinasként vállalt munkát. 1932-ben belépett a Román Kommunista Pártba (PCR), mely akkoriban illegális szervezetnek számított. Részt vett az Antonescu-rezsim elleni harcban. Kiskorában lenyűgözte a Vasgárda, de többször is azt hangoztatta, hogy ő maga lesz „Románia Sztálinja”. Elsőként 15 évesen volt rendőrségi ügye, de nem kommunista eszmék terjesztése, hanem utcai verekedés miatt. Ennek ellenére később többször is letartóztatták kommunista eszmék terjesztéséért. 1936-ban bezárták a Doftána börtönbe. Szabadulása után nem sokkal, 1940-ben ismét letartóztatták és bebörtönözték. 1943-ban átszállították a zsilvásárhelyi börtönbe, ahol Gheorghe Gheorghiu-Dej cellatársa és védence volt.
A második világháború kitörése után  Ceaușescut a Kommunista Ifjúsági Szövetség (UTC) elnökévé választották.
1947-ben feleségül vette Elena Petrescut, akivel 1939-ben ismerkedett össze. Három gyermekük született, Valentin Ceaușescu (1948–), Zoe (Zoia) Ceaușescu (1949–2006) és Nicu Ceaușescu (1951–1996).

## Az állami és pártvezetésben
Miután Romániában a kommunisták hatalomra kerültek, 1947-ben először mezőgazdasági, majd 1950–54 közt honvédelmi miniszterhelyettes lett, Gheorghiu-Dej alatt a politikai bizottság tagja, a központi bizottság titkára volt, majd a párthierarchia második embere lett.

## Legfelső vezetőként
1965-ben, Gheorghiu-Dej halála után követte őt a kommunista párt élén mint titkár, majd főtitkár. Ekkor szerezte be az érettségi bizonyítványát is. 1967-től az Államtanács elnökévé, államfővé is megválasztották. Független, nacionalista politikájával nagy népszerűséget szerzett. Az 1960-as években gyakorlatilag megszüntette a román részvételt a Varsói Szerződés katonai szövetségében.
Legnagyobb népszerűségét akkor érte el, amikor a keleti tömb országai közül egyedüliként elítélte Csehszlovákia 1968-as megszállását. Augusztus 21-én Bukarestben százezres népgyűlésen bírálta a bevonulást, a belügyekbe való beavatkozást, ugyanakkor hitet tett amellett, hogy a szocialista országok tárgyalásokon fogják rendezni a helyzetet. Ezzel a gesztusával elnyerte a nyugati országok szimpátiáját.

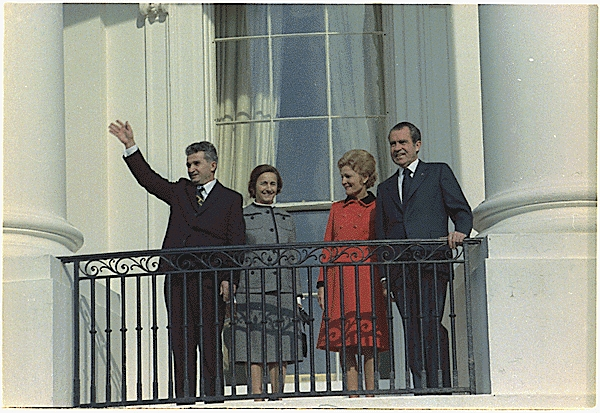
Ceaușescu és Richard Nixon (1973)

A román diktátor egyike volt a keleti blokk azon kevés politikusainak, akiket nyugaton a „jó kommunisták” közé soroltak. Külföldi népszerűségét egyrészt az ország államadóssága visszatörlesztésének (amivel végképp nyomorba taszította országát, mert minden elképzelhető megtermelt dolgot a visszafizetésre fordítottak, és ez alapvető cikkek megvonását jelentette a lakosságtól) köszönhette, másrészt pedig annak, hogy a szocialista országok közül Jugoszlávia és Kína mellett Románia is küldött sportolókat a Szovjetunió által bojkottált 1984-es Los Angeles-i olimpiára.
A forradalmat követő rendszerváltás után fény derült arra, hogy Ceaușescu nem önszántából hajtotta végre ezeket a merész külpolitikai lépéseket. Mind a csehszlovákiai inváziótól való távolmaradást, mind a Los Angeles-i olimpián való részvételt a szovjetek előre jóváhagyták. Miután pedig Ceaușescu beférkőzött a nyugati hatalmak, illetve a szovjetekkel szembekerült Kína és Jugoszlávia bizalmába, rajta keresztül a Szovjetunió információkhoz jutott nyugati és egyéb riválisairól.
1988. április 29-én Ceaușescu bejelentette, hogy az ezredfordulóig végrehajtják az ún. település-szisztemalizálási tervet. Ez a „szisztemalizálás” nemcsak a falvakat, hanem az erdélyi városokat és a szász- valamint magyarlakta falvakat is érintette. Június 27-én Budapesten 40-50 ezren tiltakoztak a Hősök terén a tervezett falurombolás ellen. Másnap válaszként Bukarest – egyoldalú döntésként – bezárta a kolozsvári magyar konzulátust. Végül augusztus 28-án Aradon találkozott Grósz Károly és Ceaușescu, de a több mint 8 órás megbeszélés nem hozott eredményt.
Ceaușescu országa kilátástalan gazdasági helyzetét figyelmen kívül hagyva, nagyszabású építkezésekbe kezdett a fővárosban, hogy saját megalomán ízlése szerint formálja át: a város központjában egész kerületeket dózeroltatott el, hogy helyükbe a diktatúrának kedves szocialista-realista stílusú épületeket emeljen. Miközben az ország népe éhezett, Ceaușescu egy mesterséges dombon márványpalotát építtetett magának, melyet a párizsi Champs-Élysées-nél pár méterrel szélesebb sugárút köt össze a városközponttal. Az építkezések költségeiről nem maradtak fenn adatok, viszont több mint 20 ezer kőműves és sorkatona dolgozott rajta. Hasonló stílusban építtette felesége számára a Tudományos Akadémiát és a Nemzeti Könyvtárat is, bár az utóbbi átadását már elsöpörte az 1989-es forradalom. A román fővárosra mind a mai napig rányomja bélyegét a diktátor építészeti stílusa, bár az utóbbi években komoly beruházások indultak a város korszerűsítésére. Bukarest azonban valamennyi történelmi épületét elvesztette és óvárosát már soha többé nem lehet újjáépíteni.
Ceaușescu tervei között szerepelt, hogy a város lakóinak napi élelmezését központilag, a Nagy Bukaresti Menzán bonyolítsa le. Ez sem valósulhatott meg, de a 20 emeletes szerkezetkész Menzát csak a közelmúltban bontották le.
Miután Románia 1989 tavaszán teljes mértékben visszafizette a külföldi adósságát, a diktátor azt tervezte, hogy bankot alapít a harmadik világ országainak, főleg arab tőke felhasználásával, megkerülve így a kizsákmányolónak tartott nemzetközi pénzügyi intézményeket. Erről a tervéről a diktátor testvérének, Marinnak (aki a bécsi kereskedelmi képviseletet vezette 17 éven át) a lánya számolt be egy interjúban.

## Személyi kultusza
Magát „a Kárpátok géniuszának” neveztette. Feleségével, az ország tudományos életét irányító Elena Ceaușescuval együtt számos nyugati egyetem díszdoktorává avatták, Elenát például jeles vegyésznek kiáltották ki, ám köztudott, hogy semmilyen felsőfokú tanintézményt nem végzett el. Számtalan könyv, vers, film, festmény készült a mindenható diktátor és felesége magasztalására, sőt még az iskolai tankönyvekben is szerepelnie kellett a képének.
Idejében olyan román történelmi filmek készültek, amelyek messze elrugaszkodtak a valóságtól. Bár a pazar megjelenése ezen filmeknek vitathatatlan, s hitelességét tekintve ilyen filmek a keleti blokk más országaiban is jellemzők voltak, azonban lényegi különbség, hogy főszereplőiket (mint pl. Vitéz Mihály fejedelmet, a törökök elleni harcok egyik hősét) úgy ábrázolták, hogy abban nehéz lett volna nem felismerni magát Nicolae Ceaușescut. Ez a rendkívül patetikus eszményítés mindent túlszárnyalt.
A magasztosítás ellenére saját népe körében leírhatatlan gyűlölet övezte, amit még a sokszor a sztálini mintát is túlszárnyaló személyi kultusz sem tudott minden esetben palástolni. Tipikus példája ennek fia Nicu, aki semmirekellő, alkoholista és garázda felnőtté vált. Családja befolyását és hatalmát kihasználva kicsapongásaival rettegésben tartotta Bukarestet. Bár a hivatalos hatósági közlemények mindig igyekeztek őt tisztára mosni a lakosság előtt nem volt titok mit művel a diktátor fia, ami annál jobban szította a Ceaușescuk elleni gyűlöletet.
Ceaușescu személyes kezdeményezése volt a „Megéneklünk, Románia” (Cîntarea României) fesztiválok szervezése. Abból a célból, hogy a román népet ismét naggyá tegye, megtiltotta a fogamzásgátlók használatát. Szerette volna, ha Románia lakossága elérné a 35 millió főt (ezen elképzelésében kínai mintát követett). Ennek eredményeképp nyomorúságos árvaházak teltek meg a nem kívánt gyermekekkel, illetve sok gyermek fertőződött meg az akkoriban terjedni kezdő AIDS-szel.  Ceaușescu nem törődött az egészségüggyel, annak finanszírozására alacsony összegeket fordítottak. Ennek rendkívül súlyos következményeit még a 2000-es években is érezni lehetett, s a helyzet csak napjainkban javult jelentősebb mértékben.
Minden hivatalos román újság, rádióadó, televízió nap mint nap megemlítette és dicsérte az ő és felesége nevét. Minden román könyvesboltban, de még kisebb könyveket is árusító standokon ott voltak a művei. A neki tulajdonított életmű több száz különféle terjedelmű könyvből, esszéből, iratból és egyéb más írásokból állt, amelyekben „igazolni” próbálták mindenki előtt, hogy mély erkölcsiséggel bír, humanista, emberszerető, tudása egekbe törő, hihetetlen a realitásérzéke, bölcs és tévedhetetlen. Valószínűtlen azonban, hogy ennyi könyvet képes lett volna ő vagy akár felesége megírni. Odáig mentek mindezzel, hogy a könyveket programszerűen több nyelvre lefordíttatták és külföldön is terjesztették, hogy a külső közvéleményt is igyekezzenek megtéveszteni.
A Ceaușescu házaspár a saját születésnapjából nemzeti ünnepet csinált, amely más diktátoroknál is jellemző volt. Ilyenkor pompázatos lakomákat tartottak, hatalmas vendégsereggel, miközben emberek tömegei éheztek, mert a mezőgazdasági termékeket az államadósság csökkentése érdekében mind külföldre vitték, holott a havasalföldi terület Európában is egyedülállóan termékeny talajjal rendelkezik. A román gazdaságpolitikát dilettantizmus jellemezte. A nagyüzemi mezőgazdaságban elavult, korszerűtlen, sőt alkalmatlan eljárásokat használtak. A termelést úgy kívánták felgyorsítani, hogy hektáronként jóval több gabonát szórtak ki a földekre, de így a szárba szökkenő vetés a magok sűrűsége miatt elhalt, mert a magok egymást fojtották meg a talajban. Ennek következménye pedig a gabonahiány. Ceaușescu inkább arra törekedett, hogy Románia iparilag önellátó legyen, ne szoruljon behozatalra. Óriási összegeket költöttek nehézipari létesítmények és egyéb gyárak fejlesztésére. Mivel azonban a munkamorált a párthoz való feltétlen hűség határozta meg a szakértelem helyett, Romániában egy nagyon nívótlan, sőt inkább a látványos produktumok előállítására törekvő ipar jött létre, amelynek termékei sokszor használhatatlanok lettek.
A hetvenes években Ceaușescu külön luxusvonatot készíttetett magának és feleségének, az akkori teljes komforttal és kényelemmel, valamint teljes felszereltséggel. Maga a vonat szerkezete csak sejteti, mekkora anyagi erőfeszítéseket öltek bele mindebbe, amikor az országban már elmélyülőben volt a nyomor. A diktátor paranoiáját tükrözi vissza, hogy milyen pontos, aprólékos biztonsági felszerelésekkel látták el a vonatot, amelyben soha nem látott méretű volt a luxus. A többi politikusnak és az újságíróknak ugyan nem tartottak fenn ilyen részleget, ám a nekik készült kocsik is megfeleltek az egyszerűbb luxusvonatoknak, amelyek Nyugaton közlekedtek.
Ő és felesége felmérhetetlen mennyiségű luxustárgyat halmozott föl, amelyekkel villáikat, palotáikat és egyéb luxusházaikat rendezték be. A berendezések a legkülönbözőbb stílusúak és különféle korokból való tárgyak voltak. A káprázatos, ugyanakkor giccses és rossz ízlésű stílusukról filmfelvételek is tanúskodnak, mivel a Ceaușescu házaspár szerette, ha mindennapi életüket megörökítik. A filmek témája legnagyobbrészt Nicolae és Elena, akik sokszor idillinek tűnő hangulatban élik a gondtalan életüket. Ennek ellenére a filmeken mégis észrevehető, hogy a házaspár, sőt némelyik gyermekük, vagy az idős nagyszülők is előszeretettel italoznak, s még az olyan magas rangú külföldi vendégek, mint Nixon elnök jelenlétében sem adnak sokat az illemre.
Ceaușescu keveset törődött az állam ügyeivel, mint az privát filmjein is meglátszik. Annál jobban szerette családjával tölteni az időt, vadászatokon részt venni, vagy nyaralni a Kárpátokban. A legnagyobb megdöbbenés is épp akkor következett, amikor a forradalom után napvilágot láttak ezek a privát filmek, amelyek a diktátort övező józan ésszel felfoghatatlanul pazar jólétről tettek tanúbizonyságot. Lakásuknak a konyhája is még olyan berendezésekkel bírt, amelyekkel inkább nappalikat rendeznek be luxuslakásokban vagy villákban.
A család saját ellátására külön földeket műveltetett főleg Snagov környékén, ahol a kedvenc villájuk állt. Ceaușescu különösen kedvelte ezt a környéket és úgy vélte, hogy itt igazán egészséges élelmiszerek termelhetők. Ételeik más részét külföldről hozatta, szintén a legdrágább és a legjobban ellenőrzött fajtából. Helytelen táplálkozásának és alkoholizmusának cukorbetegség lett a következménye, sőt számos szervi probléma gyötörte emiatt, amiről viszont ő azt hitte, hogy ellenségei, vagy külföldi titkosszolgálatok (KGB, CIA) mérgezik őt valamilyen úton módon. Épp ezért, ha valakivel kezet fogott utána alkohollal fertőtlenítette a kezét, nehogy véletlenül elkapjon tőle bármit is.
Híres volt arról, hogy sose vette fel kétszer ugyanazt az öltönyt. Az év 365 napjára mind külön-külön öltönye volt. Miután már levetette az aznapi öltönyt a ruhát rögvest el is égették. Ez a szokása is csak a maga paranoiáját tükrözte, mert úgy hitte, hogy akár a ruháján keresztül is megmérgezhetik. Ezt akkor vette a fejébe, amikor a fülébe jutott, hogy a CIA hasonló módszert próbált bevetni Fidel Castro ellen.
1988-ban már annyira nem volt élelem, hogy a maroknyi adagokért a közértekben verekedések, vagy nagyobb utcai rendbontások törtek ki. Ekkor Ceaușescu egy olyan törvényt vezetett be, amely megszabta, hogy a különféle társadalmi rétegek mennyi ételt fogyaszthatnak, ami abszurdumainak tetőpontja volt már. Mindezt a népesség tudományos táplálkozásának elősegítését célzó törvénynek nevezték, amely gyakorlatilag azt jelentette, hogy a nyomor Romániában törvényes, tudományos, jogos és megalapozott.

### Személyi kultuszát tápláló magyar nyelvű kötetek
- Köszöntjük Románia elnökét; Kriterion, Bukarest, 1984[11]
- Tisztelgő szó; Kriterion, Bukarest, 1988

## A bukás és a vég

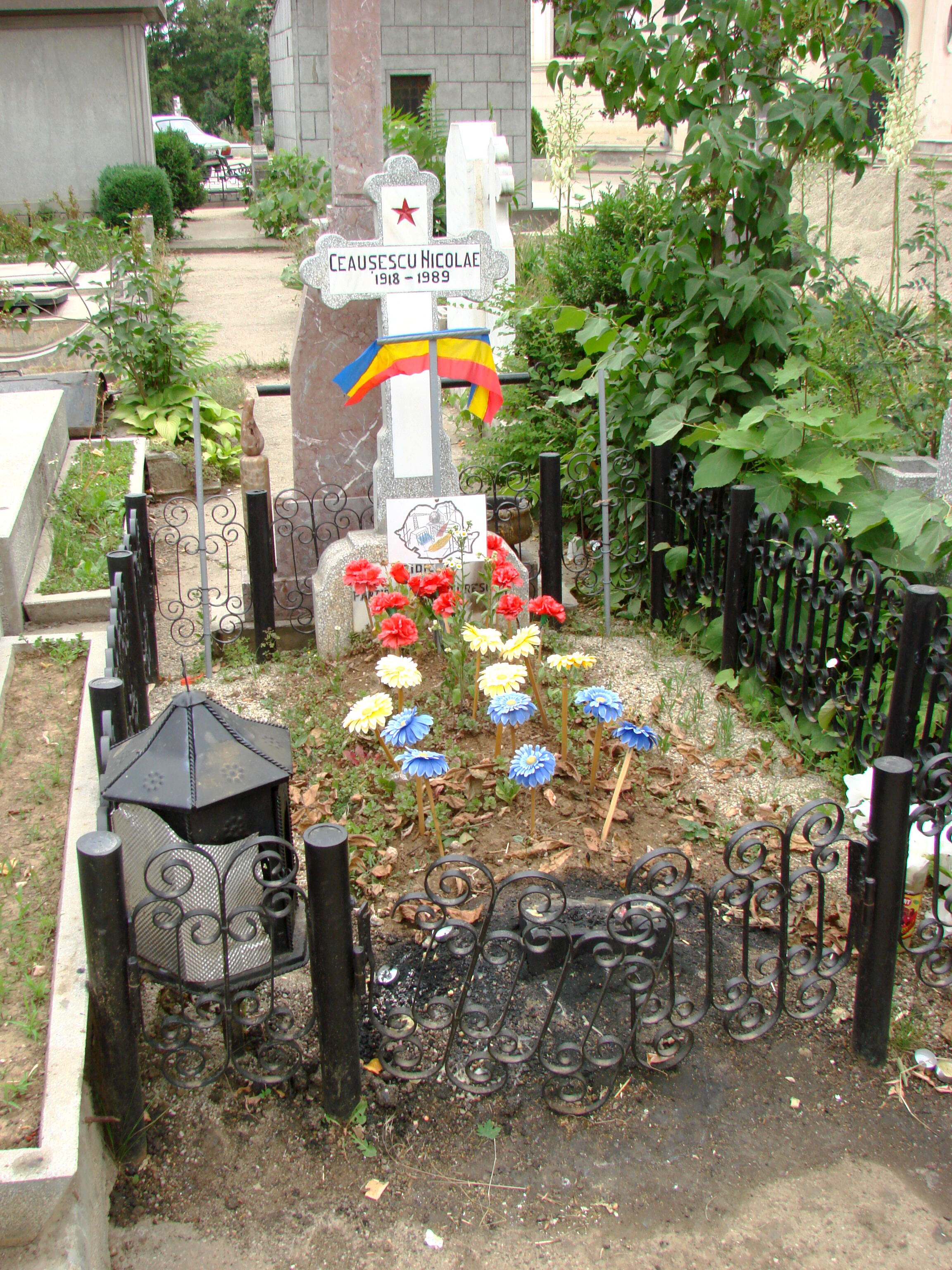
Sírja a bukaresti temetőben

1989. december 15-én este magyarok és románok élőláncot alkotva védték Tőkés László református lelkészt, ezzel kirobbantva a román forradalmat, mely 20-ra elsöpörte a Ceaușescu-rendszert. A Temesváron  kipattant forradalmi szikra miatt néhány nap alatt az egész ország felkelt a kommunista rezsim és személyesen Ceaușescu ellen. A diktátor december 21-ére tömeggyűlést szervezett a fővárosban saját támogatására. Az elnöki palota erkélyéről szónokolt, amikor a több százezres tömeg váratlanul a diktatúrája elleni tüntetéssé változtatta az eseményt. A katonaság nagyon gyorsan átállt (bizonyos nézetek szerint jól előkészített puccs történt)[forrás?]. A tömeg elfoglalta a televízió épületét. A korábban mindenható diktátor hatalma órák alatt semmivé foszlott és feleségével együtt helikopteren menekült el Bukarestből. A forradalom oldalára átállt hadsereg légi irányítása azonban légtérzárat rendelt el, ezért le kellett szállniuk. Gyalog indultak a közeli Târgoviște városába, ahol egy kutatóállomáshoz nyitottak be. A vállalat emberei értesítették a rendőröket, akik elfogták és a helyi laktanyába szállították őket.
Ion Iliescu, a Bukarestben hatalomra került Nemzeti Megmentési Front elnöke december 24-én rendeletet adott ki egy rögtönítélő katonai bíróság felállításáról, melynek feladata a Ceaușescu pár perének lefolytatása volt. A sebtében felállított rögtönítélő bíróság előtt december 25-én a katonai ügyészség népirtás bűntette (Btk. 357. § (1) bekezdés c. pont), államhatalom aláásásának bűntette (Btk. 162. §), felforgatás bűntette (Btk. 163. §), állambiztonság veszélyeztetése céljából elkövetett ipari létesítmények megsemmisítése bűntette (Btk. 164. §) és a nemzetgazdaság lerombolása bűntette (Btk. 165. §) elkövetésével vádolta meg. Az ügyész mindkét vádlottra halálbüntetés kiszabását indítványozta. A vád lényege szerint Ceaușescu személyes döntése miatt a kórházak nem kaptak megfelelő gyógyszerellátást, a parasztságtól minden terményt elvettek, ezáltal éhezésnek tették ki a lakosságot, amely ezen felül megfelelő orvosi ellátást sem kaphatott. A perben terhére rótták, hogy a temesvári tüntetések során tűzparancsot adott a katonáknak, valamint a falurombolást is. Mindkét vádlott végig tagadta bűnösségét, emellett vitatták a bíróság legitimitását. A per egy nap alatt lezajlott, kizárólag a vádlottak meghallgatására került sor, valamint okirati bizonyítékok álltak rendelkezésre. Mindezek alapján az öttagú bírói tanács Ceaușescut és feleségét golyó általi halálra ítélte, az ítéletet azonnal végre is hajtották az épület udvarán. A pert a pár nappal korábban öngyilkosságot elkövetett Vasile Milea helyére maga Ceaușescu által kinevezett, de a forradalom pártjára állt honvédelmi miniszter, Victor Atanasie Stănculescu tábornok részvételével folytatták le. A bíróság tagja volt még Gelu Voican Voiculescu (aki a Nemzeti Megmentési Front alelnöke lett), Virgil Măgureanu (aki az 1990. márciusi marosvásárhelyi események után újjáalakuló titkosszolgálat főnöke lett), és mások.
A kivégzés olyan gyorsan történt, hogy a tárgyalás egészét rögzítő tévéstábnak nem maradt ideje áramellátást biztosítani a külső helyszínen. Bár egy kamerával így is rögzítették a kivégzés pillanatait, az utóbb nyilvánosságra került felvételekről mintegy öt perc, maga a kivégzés és az utána következő percek hiányoztak – e körülmény spekulációkat és legendákat szült. A kivégzés után másfél évvel hozták nyilvánosságra a hiányzó felvételt. „Mielőtt a sortűz eldördült, a méltóságteljesen lépkedő Ceausescu azt kiáltotta: »Éljen a szocialista Románia! Halál az árulókra!«” – emlékezett vissza 2013-ban a helikopter pilótája.
A holttesteket álnéven temették el a bukaresti Ghencea temetőben, nehogy meggyalázzák őket, ma már valódi nevük szerepel a sírkövön.

## Ceaușescu napjainkban
A Ceaușescu névből több romániai párt próbált politikai tőkét faragni. A Ceaușescu házaspár gyerekeit, Zoet és Valentint többször felkérték, hogy a nevük miatt csatlakozzanak valamelyik párthoz. Emellett több reklámügynökség is felhasználta képét: „reklámozott” már mobiltelefon-társaságot, rumos csokoládét, gumiabroncsot, állatvédő egyesületet, sőt, óvszert is. A forradalom óta eltelt 20 év után a Ceaușescu-kultusz újra hódít Romániában. A romániai Nyílt Társadalom Alapítvány 2007-es felmérése szerint a román állampolgárok egynegyede Nicolae Ceaușescut tartja az eddigi legjobb román politikusnak. Egy 2009-es CURS-felmérés szerint a románok 83%-a úgy tartja, hogy Ceaușescu nem volt rossz vezető.
2010. júliusában a család kérésére kihantolták a Ceaușescu házaspár nevével jelzett sírokban fekvő holttesteket, hogy DNS-vizsgálattal azonosítsák a maradványokat, mert az iratok alapján kétséges volt, valóban ők nyugszanak a megjelölt helyen. A vizsgálatok igazolták, hogy tényleg Ceaușescut és feleségét temették a sírokba.

## Magyarul olvasható művei, beszédei
A kötetek-füzetek fordítóiról szinte semmit sem lehet tudni. Kérdéses, hogy valójában ki volt az adott személy neve alatt megjelent művek megszövegezője. Az alábbiakban a Ceaușescu neve alatt megjelent magyar nyelvű kiadványok listáját közöljük.

### Beszédek, brosúrák
- Módosítások a Román Munkáspárt szervezeti szabályzatában. Jelentés az RMP 2. kongresszusán; Állami Politikai Kiadó, Bukarest, 1955
- A mezőgazdaság vezetésének és tervszerűsítésének javításáról; Politikai Kiadó, Bukarest, 1965
- Előadói beszéd a tudományos kutatótevékenység megszervezésének és irányításának javításáról; Politikai Kiadó, Bukarest, 1965
- Jelentés Románia Szocialista Köztársaság Alkotmánya tervezetéről; Politikai Kiadó, Bukarest, 1965
- A Román Kommunista Párt Központi Bizottságának jelentése a Párt tevékenységéről az RKP VIII. és IX. kongresszusa közötti időszakban. 1965. július 19.; Politikai Kiadó, Bukarest, 1965
- A román tudomány, oktatás és kultúra szüntelen haladásáért; Politikai Kiadó, Bukarest, 1966
- A Román Kommunista Párt – a román nép forradalmi és demokratikus harcának folytatója; Politikai Kiadó, Bukarest, 1966
- Az ötéves terv – a haladás és a prosperitás új szakasza a román nép életében, a szocialista Románia felvirágoztatásában; Politikai Kiadó, Bukarest, 1966
- Előadói beszéd a mezőgazdasági termelőszövetkezetek kongresszusán. 1966. márc. 7.; Politikai Kiadó, Bukarest, 1966
- Előadói beszéd a július 4-7-én Bukarestben tartott tanácskozásokról; Politikai Kiadó, Bukarest, 1966
- Beszéd az RKP KB 1966. október 12-14-i plenáris ülésén; Politikai Kiadó, Bukarest, 1966
- Beszéd az RKP Bukarest városi szervezetének konferenciáján. 1966. dec. 15.; Politikai Kiadó, Bukarest, 1966
- Beszéd az RKP KB 1966. december 21-23-i plenáris ülésén; Politikai Kiadó, Bukarest, 1966
- Beszéd a gépgyártóipari dolgozók országos értekezletén; Politikai Kiadó, Bukarest, 1966
- Beszéd az építőipari dolgozók országos tanácskozásán; Politikai Kiadó, Bukarest, 1966
- Beszéd Románia Szocialista Köztársaság Diákegyesületei Szövetségének konferenciáján; Politikai Kiadó, Bukarest, 1967
- A párt vezető szerepe a szocializmus építése kiteljesítésének szakaszában; Politikai Kiadó, Bukarest, 1967
- Beszéd a Bukarest municipiumi pártaktíva gyűlésén. 1968. április 26.; Politikai Kiadó, Bukarest, 1968
- Beszéd a Román Kommunista Párt Központi Bizottságának plenáris ülésén. 1968. június 19. / A Román Kommunista Párt Központi Bizottság plenáris ülésének határozata a Románia Szocialista Köztársaság küldöttsége által a Varsói Szerződésben részt vevő államok Politikai Konzultatív Bizottsága moszkvai tanácskozásán kifejtett tevékenységről; Politikai Kiadó, Bukarest, 1968
- Az 1848-as forradalom 120. évfordulója. Beszéd a fővárosi népgyűlésen. 1968. június 29.; Politikai Kiadó, Bukarest, 1968
- A szocialista Románia külpolitikájáról. A Nagy Nemzetgyűlés 1967. júl. 24-26-i ülésszakának vitái; Politikai Kiadó, Bukarest, 1967
- Beszéd az építkezéstervezéssel kapcsolatos tanácskozáson; Politikai Kiadó, Bukarest, 1967
- Jelentés a nemzetgazdaság vezetésének és tervezésének tökéletesítését célzó intézkedésekről és Románia közigazgatási-területi megszervezésének javításáról; Politikai Kiadó, Bukarest, 1967
- Előadói beszéd a párt és a kormány külpolitikájáról; Politikai Kiadó, Bukarest, 1967
- Beszéd a vasúti szállítás tevékenységével kapcsolatos munkaülésen; Politikai Kiadó, Bukarest, 1967
- Előadói beszéd egyes intézkedésekről a román dolgozók és az együttlakó nemzetiségek közötti testvériségnek további erősítéséért; Politikai Kiadó, Bukarest, 1968
- Előadói beszéd a Nagy Nemzetgyűlés jubiláris ülésén, Erdély Romániával való egyesülésének félszázados évfordulója alkalmából; Politikai Kiadó, Bukarest, 1968
- Beszéd a fővárosi ünnepi gyűlésen az Általános Katonai Akadémia 1968-as évjáratának abszolválása és a katonaiskolák végzettjeinek tisztté avatása alkalmából. 1968. aug. 14.; Politikai Kiadó, Bukarest, 1968
- Beszéd az 1945. március 6-i demokratikus kormány beiktatásának 25. évfordulója alkalmából tartott ünnepi gyűlésen; Politikai Kiadó, Bukarest, 1970
- Beszéd a Mezőgazdasági Termelőszövetkezetek Országos Szövetsége Tanácsának plenáris ülésén. 1969. január 28; Politikai Kiadó, Bukarest, 1969
- Beszéd a kommunista és munkáspártok nemzetközi tanácskozásán. 1969. június 9.; Politikai Kiadó, Bukarest, 1969
- Beszéd a Nagy Nemzetgyűlés jubileumi ülésszakán a haza fasiszta iga alóli felszabadulásának 25. évfordulója alkalmából; Politikai Kiadó, Bukarest, 1969
- A Román Kommunista Párt Központi Bizottságának jelentése az RKP tevékenységéről a 9. kongresszus és a 10. kongresszus közötti időszakban és a párt jövőbeni feladatairól; Politikai Kiadó, Bukarest, 1969
- Beszéd a Román Kommunista Párt Központi Bizottságának 1969. december 10-13-i plenáris ülésén; Politikai Kiadó, Bukarest, 1969
- Beszéd a Fegyveres Erők Minisztériuma alapkádereinek tanácskozásán. 1970. február 5.; Politikai Kiadó, Bukarest, 1970
- Beszéd a Román Kommunista Párt Központi Bizottságának 1970. március 17-19-i plénumán; Politikai Kiadó, Bukarest, 1970
- Beszéd a Vlagyimir Iljics Lenin születésének centenáriumán tartott ünnepi gyűlésen. 1970. április 17.; Politikai Kiadó, Bukarest, 1970
- Beszéd a Román Kommunista Párt Központi Bizottságának 1970. július 8-9-i plenáris ülésén; Politikai Kiadó, Bukarest, 1970
- Beszéd az Egyesült Nemzetek Szervezetének jubileumi ülésszakán 1970. okt. 19.; Politikai Kiadó, Bukarest, 1970
- Előadói beszéd a New York-i Külpolitikai Társaságnál. 1970. okt. 22.; Politikai Kiadó, Bukarest, 1970
- Előadói beszéd a mezőgazdaság szervezésének, tervszerűsítésének és vezetésének javításáról. Az RKP KB munkaülése 1970. november 23; Politikai Kiadó, Bukarest, 1970
- Előadói beszéd az RKP KB Végrehajtó Bizottsága és a kormány ülésén. 1970. november 25.; Politikai Kiadó, Bukarest, 1970
- Beszéd a Romániai Szakszervezetek Általános Szövetségének kongresszusán. 1971. március 23.; Politikai Kiadó, Bukarest, 1971
- Javaslatok a politikai-ideológiai tevékenység javítására vonatkozó intézkedésekről. 1971. július 6.; Politikai Kiadó, Bukarest, 1971
- Beszéd az új egyetemi év megnyitásakor tartott ünnepi gyűlésen; Politikai Kiadó, Bukarest, 1970
- Beszéd az egyetemi év megnyitásának szentelt nagygyűlésen. 1971. október 1.; Politikai Kiadó, Bukarest, 1971
- Előadói beszéd az RKP programjáról az ideológiai tevékenység javítására, az általános ismereti színvonal emelésére és a tömegek szocialista nevelésére. 1971. november 3.; Politikai Kiadó, Bukarest, 1971
- Beszéd a fővárosi nagy népgyűlésen; Politikai Kiadó, Bukarest, 1971
- Beszéd a községi pártbizottsági titkárok és néptanácsi elnökök első országos konferenciáján. 1971. december 23.; Politikai Könyvkiadó, Bukarest, 1971
- Beszéd a külkereskedelmi tevékenységgel kapcsolatos tanácskozáson 1971. febr. 5.; Politikai Kiadó, Bukarest, 1971
- Beszéd a művészeti és kulturális dolgozókkal tartott találkozón. 1971. febr. 10.; Politikai Kiadó, Bukarest, 1971
- Beszéd a Román Kommunista Párt Központi Bizottságának 1971. febr. 10-11-i plenáris ülésén; Politikai Kiadó, Bukarest, 1971
- Beszéd a Kommunista Ifjúsági Szövetség 9. kongresszusán. 1971. febr. 18.; Politikai Kiadó, Bukarest, 1971
- Előadói beszéd a Német Nemzetiségű Dolgozók Országos Tanácsának ülésén. 1971. febr. 19.; Politikai Kiadó, Bukarest, 1971
- Beszéd az ipari fővállalatok és a többi fővállalati jogkörű egység vezetőinek munkatanácskozásán. 1971. febr. 23.; Politikai Kiadó, Bukarest, 1971
- Beszéd az állami mezőgazdasági vállalatok dolgozóinak országos tanácskozásán. 1971. febr. 25.; Politikai Kiadó, Bukarest, 1971
- Beszéd a filmgyártásban dolgozó alkotókkal tartott találkozón. 1971. márc. 5.; Politikai Kiadó, Bukarest, 1971
- Beszéd a Magyar Nemzetiségű Dolgozók Országos Tanácsának plenáris ülésén 1971. márc. 12.; Politikai Kiadó, Bukarest, 1971
- A Román Kommunista Párt dicsőséges félszázados évfordulója. Előadói beszéd a fővárosi ünnepi gyűlésen. 1971. május 7.; Politikai Kiadó, Bukarest, 1971
- Beszéd a Román Kommunista Párt Bukarest municípiumi bizottságának bővített plenáris ülésén. 1971. október 11.; Politikai Kiadó, Bukarest, 1971
- Jelentés Románia gazdasági-társadalmi fejlesztéséről a következő években és távlati viszonylatban; Politikai Kiadó, Bukarest, 1972
- Beszéd az ipari és építkezési vállalat- és fővállalatvezetők országos értekezletén. 1972. február 19.; Politikai Kiadó, Bukarest, 1972
- Beszéd a Mezőgazdasági Termelőszövetkezetek Országos Szövetségének 2. kongresszusán. 1972. február 21.; Politikai Kiadó, Bukarest, 1972
- Előadói beszéd a társadalomvezetés-tudományi kollokvium megnyitásán. 1972, március 6.; Politikai Könyvkiadó, Bukarest, 1972
- Beszéd az írók országos konferenciáján. 1972. május 24.; Politikai Könyvkiadó, Bukarest, 1972
- Tájékoztató a nagyenyedi Bethlen Kollégium alapításának 350. évfordulója alkalmából rendezett ünnepségről. Nagyenyed, 1972. okt. 15. Nicolae Ceauşescu, Vita Zsigmond és Sütő András emlékbeszédével; TTI, Bp., 1973
- Előadói beszéd az RKP KB plenáris ülésén. 1972. november 20.; Politikai Kiadó, Bukarest, 1972
- Beszéd a mérnökök és technikusok országos konferenciáján; Politikai Kiadó, Bukarest, 1972
- Beszéd az RKP KB plenáris ülésén. 1973. február 28.; Politikai Kiadó, Bukarest, 1973
- Beszéd a romániai munkásosztály politikai pártja megalakulásának 80. évfordulóján tartott ünnepi gyűlésen. 1973. március 30.; Politikai Kiadó, Bukarest, 1973
- Beszéd a iaşi-i népgyűlésen az 1848-as forradalom évfordulóján. 1973. május 4.; Politikai Kiadó, Bukarest, 1973
- Beszéd a balázsfalvi Szabadságmezőn az 1848-as forradalom évfordulója alkalmából tartott népgyűlésen. 1973. május 17.; Politikai Kiadó, Bukarest, 1973
- Nicolae Ceauşescu elvtárs beszéde az oktatás fejlesztéséről és tökéletesítéséről az RKP KB 1973. június 18-19-i plenáris ülésén; Politikai Kiadó, Bukarest, 1973
- Beszéd a megyei pártbizottságok és a Bukarest municípiumi pártbizottság első titkáraival és szervezési titkáraival az RKP KB-nál tartott tanácskozáson. 1973. november 14.; Politikai Kiadó, Bukarest, 1973
- Beszéd a Román Kommunista Párt Központi Bizottságának és Románia Legfelsőbb Gazdasági-Társadalmi Fejlesztési Tanácsának közös plénumán. 1973. november 28.; Politikai Kiadó, Bukarest, 1973
- Beszéd a Bukarest municípiumi pártszervezet konferenciáján; Politikai Kiadó, Bukarest, 1973
- Beszéd a Nagy Nemzetgyűlés ünnepi ülésén a köztársaság kikiáltásának 25. évfordulója alkalmából. 1972. december 29.; Politikai Kiadó, Bukarest, 1973
- Beszéd a Román Kommunista Párt Központi Bizottsága, a Legfelsőbb Gazdasági és Társadalmi Fejlesztési Tanács és a Minisztertanács együttes ülésén. 1973. július 13.; Politikai Kiadó, Bukarest, 1973
- Beszéd az 1848-as forradalom 124. és a fő termelőeszközök államosításának negyedszázados évfordulója alkalmából tartott bukaresti népgyűlésen. 1973. június 16.; Politikai Kiadó, Bukarest, 1973
- Beszéd az ipari fővállalatok és vállalatok párt- és állami aktívájával tartott tanácskozáson. 1974. július 2.; Politikai Kiadó, Bukarest, 1974
- Beszéd a pénzügy, az ármegállapítás és munkajavadalmazás terén dolgozó párt- és állami aktíva konferenciája munkálatainak befejezésekor. 1974. október 8.; Politikai Kiadó, Bukarest, 1974
- Beszéd a haza fasiszta uralom alóli felszabadulása 30. évfordulójának szentelt nagynemzetgyűlési jubiláris ülésszakon. 1974. augusztus 22.; Politikai Kiadó, Bukarest, 1974
- Beszéd a Román Kommunista Párt Központi Bizottsága és Románia Legfelsőbb Gazdasági és Társadalmi Fejlesztési Tanács együttes plénumán. 1974. július 29.; Politikai Kiadó, Bukarest, 1974
- Beszéd a minisztériumok és központi intézmények párt- és állami aktívájának tanácskozásán. 1974. április 11.; Politikai Kiadó, Bukarest, 1974
- Nicolae Ceauşescu Románia Szocialista Köztársaság elnökének esküje.; Politikai Kiadó, Bukarest, 1974
- Beszéd a Román Kommunista Párt Központi Bizottsága 1974. március 25-26-i plénumának záróülésén; Politikai Kiadó, Bukarest, 1974
- Előadói beszéd a Szocialista Egységfront szerepéről és feladatairól.; Politikai Kiadó, Bukarest, 1974
- Beszéd a magyar és a német nemzetiségű dolgozók tanácsainak együttes ülésén. 1974. április 5.; Politikai Kiadó, Bukarest, 1974
- Beszéd az állami és szövetkezeti mezőgazdasági termelőegységek vezető kádereinek országos konferenciáján. 1974. február 27.; Politikai Kiadó, Bukarest, 1974
- A Központi Bizottság jelentése a Román Kommunista Pártnak a 10. és 11. kongresszus közötti időszakban kifejtett tevékenységéről és a párt jövőbeni feladatairól. 1974. november 25.; Politikai Kiadó, Bukarest, 1974
- Románia Szocialista Köztársaság elnökének esküje / Ünnepi beszéd a nagy nemzetgyűlésben Románia Szocialista Köztársaság elnökévé történt újraválasztása alkalmából. 1975. március 17.; Politikai Kiadó, Bukarest, 1975
- Beszéd a fővárosi ünnepi ülésen a fasizmus feletti győzelem 30. évfordulója és Románia állami függetlensége kivívásának 98. évfordulója alkalmából. 1975. május 9.; Politikai Kiadó, Bukarest, 1975
- Beszéd a Román Kommunista Párt Központi Bizottsága és Románia Legfelsőbb Gazdasági és Társadalmi Fejlesztési Tanácsa együttes plénumán. 1975. július 21-22.; Politikai Kiadó, Bukarest, 1975
- Előadói beszéd a Nagy Nemzetgyűlésben a román népnek az 1971-1975-ös ötéves tervben elért eredményeiről; Politikai Kiadó, Bukarest, 1975
- Beszéd a Kommunista Ifjúsági Szövetség 10. kongresszusának, a Romániai Kommunista Diákok Egyesületei Szövetsége 10. konferenciájának és a Pionírszervezet 3. Országos Konferenciájának ünnepélyes megnyitó ülésén. 1975. november 3.; Politikai Kiadó, Bukarest, 1975
- Beszéd a magyar és a német nemzetiségű dolgozók tanácsainak együttes ülésén. 1975. december 3.; Politikai Kiadó, Bukarest, 1975
- Beszéd a mezőgazdaság, a mezőgazdasági kutatás, a talajjavítás és a haltenyésztés terén dolgozó párt- és állami aktíva tanácskozása munkálatainak befejezésekor.; Politikai Kiadó, Bukarest, 1975
- Előadói beszéd a megyei néptanácsok és a municípiumi, városi és községi néptanácsi elnökök kongresszusán. 1976. február 4.; Politikai Kiadó, Bukarest, 1976
- Beszéd a Romániai Szakszervezetek Általános Szövetségének kongresszusán. 1976. április 26.; Politikai Kiadó, Bukarest, 1976
- Előadói beszéd a politikai nevelés és a szocialista kultúra kongresszusán az új ember kialakításáért folyó politikai-ideológiai és kulturális-nevelő tevékenységről. 1976. június 2. / Beszéd a kongresszus munkálatainak befejezésekor. 1976. június 4.; Politikai Kiadó, Bukarest, 1976
- Beszéd az európai kommunista és munkáspártok konferenciáján. Berlin, 1976. június 29.; Politikai Kiadó, Bukarest, 1976
- Beszéd a társadalomtudományok és a politikai oktatás terén dolgozó káderek tanácskozásán. 1976. október 6.; Politikai Kiadó, Bukarest, 1976
- Beszéd a Román Kommunista Párt Központi Bizottságánál tartott munkatanácskozáson. 1976. december 28.; Politikai Kiadó, Bukarest, 1977
- Beszéd a dolgozók ellenőrző egységeinek országos tanácskozásán. 1977. február 17.; Politikai Kiadó, Bukarest, 1977
- Előadói beszéd a pártnak és az egész népnek a március 4-i katasztrofális földrengés következményei felszámolására tett erőfeszítéseiről, az ország jelenlegi gazdasági-társadalmi fejlődéséről, a párt és az állam nemzetközi tevékenységéről, valamint a világpolitikai helyzetről. 1977. március 28.; Politikai Kiadó, Bukarest, 1977
- Előadói beszéd a mezőgazdasági szocialista egységek vezetőtanácsai első kongresszusán a korszerű, belterjes, nagy hozamú és magas termelékenységű mezőgazdaság megteremtéséről. 1977. április 18. Záróbeszéd. 1977. április 20.; Politikai Kiadó, Bukarest, 1977
- Előadói beszéd Románia állami függetlensége kikiáltásának századik évfordulója alkalmából a Román Kommunista Párt Központi Bizottsága, a Nagy Nemzetgyűlés együttes ünnepi ülésszakán. 1977. május 9.; Politikai Kiadó, Bukarest, 1977
- Beszéd az írók országos konferenciáján. 1977. május 26.; Politikai Kiadó, Bukarest, 1977
- Előadói beszéd az ipari, építőipari és szállítási dolgozók tanácsainak kongresszusán. 1977. július 11. / Záróbeszéd. 1977. július 13.; Politikai Kiadó, Bukarest, 1977
- Beszéd a Román Kommunista Párt Központi Bizottságánál tartott munkatanácskozáson. 1977 szeptember 23; Politikai Kiadó, Bukarest, 1977
- Beszéd a Szocialista Egységfront Országos Tanácsának plenáris ülésén. 1977 október 12.; Politikai Kiadó, Bukarest, 1977
- Beszéd a politikai nevelés, a propaganda és ideológia terén dolgozó aktivisták és káderek munkatanácskozásán. 1977 szeptember 9.; Politikai Kiadó, Bukarest, 1977
- Beszéd a Dolgozók Országos Tanácsának alakuló ülésén. 1977. október 13.; Politikai Kiadó, Bukarest, 1977
- Jelentés a 11. kongresszus határozatai és a Román Kommunista Párt programja teljesítéséről és a jövőbeni feladatokról. Elhangzott az RPK Országos Konferenciáján 1977. december 7. / Záróbeszéd az Országos Konferencia munkálatainak befejezésekor. 1977. december 9.; Politikai Kiadó, Bukarest, 1977
- Beszéd a politikai tudományok doktora és a gazdaságtudományok doktora cím adományozásakor. 1978. január 24.; Politikai Kiadó, Bukarest, 1978
- Beszéd a 60. születésnapja és több mint 45 évi forradalmi munkássága megünneplésekor rendezett díszgyűlésen. 1978. január 25.; Politikai Kiadó, Bukarest, 1978
- Beszéd a mezőgazdaság kérdéseivel foglalkozó munkatanácskozáson. 1978. február 2.; Politikai Kiadó, Bukarest, 1978
- Románia Szocialista Köztársaság magyar és német nemzetiségű dolgozói tanácsainak plénumai. 1978. március 13-14. Nicolae Ceauşescu beszédével; Politikai Kiadó, Bukarest, 1978
- Beszéd a magyar és a német nemzetiségű dolgozók tanácsának együttes plénumán. 1978. március 14.; Politikai Kiadó, Bukarest, 1978
- Beszéd a néptanácsi elnökök országos konferenciáján. 1978. március 29-31.; Politikai Kiadó, Bukarest, 1978
- Beszéd a bukaresti nagy népgyűlésen az 1848. évi polgári-demokratikus forradalom 130. és a fő termelőeszközök államosításának 30. évfordulója alkalmából. 1978. június 10.; Politikai Kiadó, Bukarest, 1978
- Beszéd a szocialista kereskedelem dolgozóinak országos tanácskozásán. 1978. június 28.; Politikai Kiadó, Bukarest, 1978
- Előadói beszéd a központi párt- és állami aktíva ülésén. 1978. augusztus 3.; Politikai Kiadó, Bukarest, 1978
- Beszéd a Román Kommunista Párt Központi Bizottságának plenáris ülésén. 1978. november 29.; Politikai Kiadó, Bukarest, 1978
- Előadói beszéd a Román Kommunista Párt Központi Bizottsága, a Szocialista Egységfront Országos Tanácsa és a Nagy Nemzetgyűlés együttes ünnepi ülésszakán az egységes román nemzeti állam megalakulásának hatvanadik évfordulója alkalmából. 1978. december 1.; Politikai Kiadó, Bukarest, 1978
- Beszéd az ipari, építkezési, szállítási és mezőgazdasági vezető káderek tanácskozásán. 1979. március 6.; Politikai Kiadó, Bukarest, 1979
- Beszéd a május 1-nek szentelt nagy népgyűlésen. 1979. április 30; Politikai Kiadó, Bukarest, 1979
- Beszéd a Román Kommunista Párt Központi Bizottságának és Románia Legfelsőbb Gazdasági és Társadalmi Fejlesztési Tanácsának együttes plenáris ülésén. 1979. július 4-5.; Politikai Kiadó, Bukarest, 1979
- Beszéd a fővárosi ünnepi gyűlésen a társadalmi és nemzeti, antifasiszta és antiimperialista felszabadító forradalom 35. évfordulója alkalmából. 1979. augusztus 22.; Politikai Kiadó, Bukarest, 1979
- Beszéd a Román Kommunista Párt Központi Bizottságánál tartott munkatanácskozáson. 1979. szeptember 5-7.; Politikai Kiadó, Bukarest, 1979
- A Központi Bizottság jelentése a Román Kommunista Pártnak a 11. és 12. kongresszus közötti időszakban kifejtett tevékenységéről és a párt jövőbeni feladatairól. 1979 november 19.; Politikai Kiadó, Bukarest, 1979
- Beszéd a néptanácsok 2. kongresszusán. 1980. szeptember 10-12.; Politikai Kiadó, Bukarest, 1980
- Beszéd a Román Kommunista Párt 9. kongresszusának 15. évfordulója alkalmából tartott ünnepi összejövetelen. 1980. július 19.; Politikai Kiadó, Bukarest, 1980
- Románia Szocialista Köztársaság elnökének esküje / Ünnepi beszéd a Nagy Nemzetgyűlésben Románia Szocialista Köztársaság magas elnöki tisztségébe való újraválasztása alkalmából. 1980. március 28.; Politikai Kiadó, Bukarest, 1980
- Beszéd a Román Kommunista Párt Központi Bizottsága 1980. október 14-15.-i plenáris ülésén; Politikai Kiadó, Bukarest, 1980
- Beszéd a Szocialista Demokrácia és Egység Frontjának 2. kongresszusán. 1980. január 17.; Politikai Kiadó, Bukarest, 1980
- Beszéd az Ifjúsági Fórum megnyitásán. 1980. május 5.; Politikai Kiadó, Bukarest, 1980
- Beszéd a nevelés- és oktatásügyi kongresszuson. 1980. febr. 11.; Politikai Kiadó, Bukarest, 1980
- Beszéd a Román Kommunista Párt Központi Bizottságánál tartott munkatanácskozáson, 1980. február 25-26; Politikai Kiadó, Bukarest, 1980
- Beszéd a fővárosi honpolgárok nagy népgyűlésén. 1980. március 6.; Politikai Kiadó, Bukarest, 1980
- Beszéd az állattenyésztési szakemberek munkatanácskozásán. 1980. június 21.; Politikai Kiadó, Bukarest, 1980
- Beszéd a Dolgozók Országos Tanácsának bővített plenáris ülésén. 1980. június 13.; Politikai Kiadó, Bukarest, 1980
- Előadói beszéd a Román Kommunista Párt Központi Bizottsága és a Legfelsőbb Gazdasági és Társadalmi Fejlesztési Tanács együttes plenárius ülésén. 1981. november 25.; Politikai Kiadó, Bukarest, 1981
- Beszéd a Brăila municípiumi nagy népgyűlésen a Termés Napja megünneplésekor. 1981. november 1.; Politikai Kiadó, Bukarest, 1981
- Előadói beszéd az ipari, építőipari, szállítási, áruforgalmazási és pénzügyi dolgozók tanácsainak 2. kongresszusán. 1981. június 24.; Politikai Kiadó, Bukarest, 1981
- A nép odaadó szolgálatának, a társadalmi igazságért és nemzeti szabadságért, a szocializmus építéséért és a tömegek jólétének növeléséért, a haza függetlenségéért, a nemzetközi együttműködésért és a békéért vívott harc 60 esztendeje. Előadói beszéd a fővárosi ünnepi gyűlésen a Román Kommunista Párt megalakításának 60. évfordulója alkalmából. 1981. május 8.; Politikai Kiadó, Bukarest, 1981
- Beszéd a szocialista mezőgazdasági egységek vezetőtanácsai, az egész parasztság, az élelmiszeripari, erdő- és vízgazdálkodási dolgozók tanácsai 2. kongresszusán. 1981. február 19. Záróbeszéd. 1981. február 21.; Politikai Kiadó, Bukarest, 1981
- Beszéd a Román Kommunista Párt Központi Bizottságának plenáris ülésén. 1980. december 16-17.; Politikai Kiadó, Bukarest, 1981
- Beszéd a Szocialista Demokrácia és Egység Frontja Országos Tanácsának plenáris ülésén. 1980. december 23.; Politikai Kiadó, Bukarest, 1981
- Beszéd a Romániai Szakszervezetek Általános Szövetségének kongresszusán. 1981. április 6.; Politikai Kiadó, Bukarest, 1981
- Beszéd a Kommunista Ifjúsági Szövetség megalakulásának 60. és a Romániai Kommunista Diákegyesületek Szövetsége létrehozásának 25. évfordulója alkalmából tartott ünnepi gyűlésen. 1982. március 19.; Politikai Kiadó, Bukarest, 1982
- Beszéd a Román Kommunista Párt Központi Bizottságának 1982. március 31-i plenáris ülésén; Politikai Kiadó, Bukarest, 1982
- Előadói beszéd a Román Kommunista Párt Központi Bizottságának bővített plénumán a hazai szocialista építés jelenlegi stádiumáról és a párt politikai, nevelő tevékenységéről 1982. június 1-2. Záróbeszéd a plénum munkálatainak befejezésekor; Politikai Kiadó, Bukarest, 1982
- Jelentés. A Román Kommunista Párt Országos Konferenciáján. 1982. december 16-18.; Politikai Kiadó, Bukarest, 1983
- Beszéd a szervező és politikai-nevelő munka kérdéseiről tartott munkatanácskozáson. 1983. augusztus 2-3.; Politikai Kiadó, Bukarest, 1983
- Beszéd a Mezőgazdasági, Élelmiszeripari, Erdő- és Vízgazdálkodási Országos Tanácsnak és az ipari és beruházási aktiva tanácskozásának együttes ülésén. 1983. szeptember 8.; Politikai Kiadó, Bukarest, 1983
- Előadói beszéd az egységes román nemzeti állam megteremtése 65. évfordulójának szentelt ünnepi gyűlésen. 1983. december 1.; Politikai Kiadó, Bukarest, 1983
- Beszéd a Román Kommunista Párt Központi Bizottságánál mezőgazdasági kérdésekről tartott munkatanácskozáson. 1983. december 7-9.; Politikai Kiadó, Bukarest, 1983
- Beszéd a magyar és a német nemzetiségű dolgozók tanácsai együttes ülésén. 1983. március 31.; Politikai Kiadó, Bukarest, 1983
- Beszéd a Román Kommunista Párt Központi Bizottságának plenáris ülésén. 1983. március 23-24.; Politikai Kiadó, Bukarest, 1983
- Beszéd a Román Kommunista Párt Központi Bizottságánál az ipar és a mezőgazdaság kérdéseivel kapcsolatosan tartott munkatanácskozáson. 1983. május 27.; Politikai Kiadó, Bukarest, 1983
- Beszéd az Ipari Dolgozók Országos Tanácsa és a Mezőgazdasági Országos Tanács együttes ülésén. 1983. május 28.; Politikai Kiadó, Bukarest, 1983
- Beszéd a Román Kommunista Párt Központi Bizottságának plenáris ülésén. 1983. június 29-30.; Politikai Kiadó, Bukarest, 1983
- Beszéd a Román Kommunista Párt Központi Bizottságának 1983. november 14-15-i plenáris ülésén; Politikai Kiadó, Bukarest, 1983
- Beszéd a Román Kommunista Párt Központi Bizottságának plenáris ülésén 1984. március 21-22.; Politikai Kiadó, Bukarest, 1984
- Beszéd a Mezőgazdasági, Élelmiszeripari, Erdő- és Vízgazdálkodási Országos Tanács plenáris ülésén, 1984. május 19.; Politikai Kiadó, Bukarest, 1984
- Beszéd a Román Kommunista Párt Központi Bizottsága, a Nagy Nemzetgyűlés ünnepi ülésszakán, amelyet az 1944 augusztus 23-i forradalmi esemény 40. évfordulójára szenteltek. 1984. augusztus 22.; Politikai Kiadó, Bukarest, 1984
- A Központi Bizottság jelentése a Román Kommunista Pártnak a 12. és a 13. kongresszus közötti időszakban kifejtett tevékenységéről és a párt jövőbeni munkájáról Románia gazdasági-társadalmi fejlesztési célkitűzéseinek valóra váltásáért az 1986-1990-es ötéves tervben és távlatilag 2000-ig terjedően. 1984. november 19.; Politikai Kiadó, Bukarest, 1984
- Beszéd a magyar és a német nemzetiségű dolgozók tanácsai együttes ülésén. 1987. február 27.; Politikai Kiadó, Bukarest, 1987
- Jelentés a Román Kommunista Párt országos konferenciáján. 1987. december 14.; Editura Politica, Bucuresti, 1988

### Önálló kötetek
- Románia a szocialista építés kiteljesítése útján. Jelentések, beszédek, cikkek, 1-3.; Politikai Kiadó, Bukarest, 1968-1969 / A 4. kötettől a mű főcíme: Románia a sokoldalúan fejlett szocialista társadalom építése útján, 4-29.; Politikai Kiadó, Bukarest, 1970-1988
  - 1.; 1968
  - 2.; 1968
  - 3.; 1969
  - 4. 1969 április–1970 június; 1970
  - 5. 1970 július–1971 május; 1971
  - 6. 1971 május–1972 február; 1972
  - 7. 1972 március–1972 december; 1973
  - 8. 1973 január–1973 július; 1974
  - 9. 1973 augusztus–1974 március; 1974
  - 10. 1974 március–november; 1975
  - 11. 1974 november–1975 szeptember; 1976
  - 12. 1975 október–1976 május; 1976
  - 13. 1976 május–1976 december; 1977
  - 14. 1977 január–szeptember; 1978
  - 15. 1977 szeptember–1978 március; 1978
  - 16. 1978 április–augusztus; 1979
  - 17. 1978 szeptember–1979 március; 1979
  - 18. 1979 március–szeptember; 1980
  - 19. 1979 szeptember–1980 március; 1981
  - 20. 1980 április–október; 1981
  - 21. 1980 október–1981 május; 1982
  - 22. 1981 május–november; 1983
  - 23. 1981 november–1982 május; 1983
  - 24. 1982 június–december; 1984
  - 25. 1982 december–1983 május; 1985[19]
  - 26. 1983 június–december; 1986
  - 27. 1984 január–október; 1986
  - 28. 1984 november–1985 július; 1987
  - 29. 1985 július–1986 szeptember; 1988
- A gazdaság egységes vezetése. A munkásönigazgatás és az önálló gazdasági-pénzügyi ügyvitel; Politikai Kiadó, Bukarest, 1979 (Románia elnöke gazdasági eszméiből)
- A szocialista demokrácia Romániában; Politikai Kiadó, Bukarest, 1979 (Románia elnöke társadalompolitikai gondolkodásából)
- A leszerelés – az egész emberiség létszükséglete; Politikai Kiadó, Bukarest, 1979 (Románia elnöke társadalompolitikai gondolkodásából)
- A nép jóléte – a Román Kommunista Párt politikájának legfőbb célkitűzése; Politikai Kiadó, Bukarest, 1979 (Románia elnöke társadalompolitikai gondolkodásából)
- A gyengénfejlettség, az államok közötti szintkülönbségek felszámolása, az új nemzetközi gazdasági rend megteremtése – napjaink fő problémái; Politikai Kiadó, Bukarest, 1979 (Románia elnöke társadalompolitikai gondolkodásából)
- A jelenkori világ fejlődésének alapvető folyamatai és irányzatai; Politikai Kiadó, Bukarest, 1979 (Románia elnöke társadalompolitikai gondolkodásából)
- A szocializmus technikai-anyagi alapjának fejlesztése és korszerűsítése Romániában; Politikai Kiadó, Bukarest, 1979 (Románia elnöke társadalompolitikai gondolkodásából)
- A szocialista humanizmus; Politikai Kiadó, Bukarest, 1979 (Románia elnöke társadalompolitikai gondolkodásából)
- A nemzeti kérdés megoldása Romániában; Politikai Kiadó, Bukarest, 1979 (Románia elnöke társadalompolitikai gondolkodásából)
- Románia hozzájárulása a tartós biztonsági és együttműködési rendszer kialakításához Európában; Politikai Kiadó, Bukarest, 1979 (Románia elnöke társadalompolitikai gondolkodásából)
- Az oktatás, a tudomány és a művelődés fejlődése Romániában; Politikai Kiadó, Bukarest, 1979 (Románia elnöke társadalompolitikai gondolkodásából)
- Románia nemzetközi politikája – az összes népekkel való béke, barátság és együttműködés politikája; Politikai Kiadó, Bukarest, 1979 (Románia elnöke társadalompolitikai gondolkodásából)
- Az ifjúság – szocialista nemzetünk jövője; Politikai Kiadó, Bukarest, 1980 (Románia elnöke társadalompolitikai gondolkodásából)
- Külkereskedelem és nemzetközi gazdasági kooperáció; Politikai Kiadó, Bukarest, 1980 (Románia elnöke gazdasági eszméiből)
- A nemzetközi kapcsolatok demokratizálása. Az államközi konfliktusok és feszültségek politikai rendezése – a népek közötti béke és együttműködés alapvető követelménye; Politikai Kiadó, Bukarest, 1980 (Románia elnöke társadalompolitikai gondolkodásából)
- A világ demokratikus, haladó és forradalmi erőinek egységéért; Politikai Kiadó, Bukarest, 1980 (Románia elnöke társadalompolitikai gondolkodásából)
- Románia nemzetgazdasága. Történet, fejlődés, távlatok; Politikai Kiadó, Bukarest, 1980 (Románia elnöke gazdasági eszméiből)
- Pénzügyek – árak – pénz; Politikai Kiadó, Bukarest, 1980 (Románia elnöke gazdasági eszméiből)
- Az energetikai és a nyersanyagforrások; Politikai Kiadó, Bukarest, 1981 (Románia elnöke gazdasági eszméiből)
- A technikai-tudományos forradalom és a műszaki haladás; Politikai Kiadó, Bukarest, 1981 (Románia elnöke gazdasági eszméiből)
- A nő fokozódó szerepe a szocialista Románia gazdasági és társadalmi-politikai életében; Politikai Kiadó, Bukarest, 1981 (Románia elnöke társadalompolitikai gondolkodásából)
- A dialektikus materialista szemlélet – a Román Kommunista Párt politikájának és tevékenységének ideológiai alapja; Politikai Kiadó, Bukarest, 1982 (Románia elnöke filozófiai eszméiből)
- A sajtó szerepe a szocializmus építésének művében; Politikai Kiadó, Bukarest, 1982 (Románia elnöke társadalompolitikai gondolkodásából)
- Románia gazdasági függetlenségének érvényesülése és erősödése; Politikai Kiadó, Bukarest, 1982 (Románia elnöke gazdasági eszméiből)
- A Román Kommunista Párt vezető szerepének növekedése a jelenlegi időszakban; Politikai Kiadó, Bukarest, 1982 (Románia elnöke társadalompolitikai gondolkodásából)
- A romániai szakszervezetek szerepe és hatásköre; Politikai Kiadó, Bukarest, 1982 (Románia elnöke társadalompolitikai gondolkodásából)
- A Román Kommunista Párt agrárpolitikája; Politikai Kiadó, Bukarest, 1984 (Románia elnöke gazdasági eszméiből)
- A nemzet és az együttlakó nemzetiségek korunkban; Politikai Kiadó, Bukarest, 1984 (Románia elnöke filozófiai eszméiből)
- Tudomány, haladás, béke; Politikai Kiadó, Bukarest, 1984 (Románia elnöke társadalompolitikai gondolkodásából)
- Művészet és irodalom; Politikai Kiadó, Bukarest, 1984 (Románia elnöke társadalompolitikai gondolkodásából)
- A fejlett öntudat szerepe a szocialista társadalom építésében; Politikai Kiadó, Bukarest, 1985 (Románia elnöke filozófiai eszméiből)
- Az anyagi és az erkölcsi érdekeltség a sokoldalúan fejlett szocialista társadalom építésének szakaszában; Politikai Kiadó, Bukarest, 1986 (Románia elnöke gazdasági eszméiből)
- Az egész párt vezette nép megbonthatatlan egysége a Román Kommunista Párt körül; Editura Politica, Bucuresti, 1989 (Románia elnöke társadalompolitikai gondolkodásából)